# Oklee (Minnesota)
Pour les articles homonymes, voir Oklee.
Oklee est une ville américaine située dans le Comté de Red Lake, dans le Minnesota. Selon le recensement de 2010, sa population est de 435 habitants.

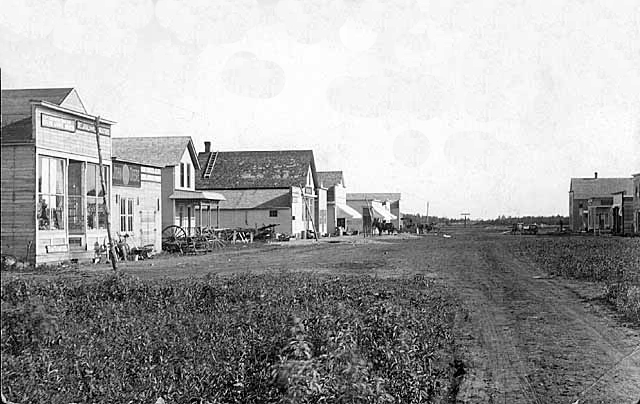
Rue Main, 1910